# エヴリバディ ジャム (曲)
Everybody Jam!（エヴリバディ ジャム！）はスキャットマン・ジョンの楽曲である。
ルイ・アームストロングの声や演奏をサンプリングしている。これにより、スキャットマンの長年の夢であるルイ・アームストロングとの競演を叶えている。 

## ミュージックビデオ
ミュージックビデオは全てルイの故郷であるニューオリンズで撮影された。
制作費は50万ドルにも及び、スキャットマンは「私達は映像を撮影する為に、全ての時間、空間を境界の向こうで過ごし、ルイ・アームストロングのルーツやハート、魂を表現する為に完全な雰囲気を作り出しました。」と語っている。 

## 収録曲

### CD
1. "Everybody Jam!" [Single Jam] (3:29)
2. "Everybody Jam!" [Maxi Jam] (5:21)
3. "Everybody Jam!" [Club Jam] (5:40)
4. "Scatmusic" (3:55)

### 12"
1. "Everybody Jam!" [DJ Errik's Commercial Charleston Club Mix] (5:42)
2. "Everybody Jam!" [DJ Errik's Nothing Like a Poison Jam Mix] (5:50)

## チャート
| チャート (1996年)                               | 最高位 |
| ----------------------------------------------- | ------ |
| ベルギー (Ultratop Flanders)                    | 3      |
| ベルギー (VRT Top 30 Flanders)                  | 53     |
| チェコ (IFPI CR)                                | 1      |
| ドイツ (Media Control Charts)                   | 46     |
| 全米 ホット・ダンス・クラブ・プレイ (Billboard) | 44     |